# Кривогаштани
Кривогаштани (мкд. Кривогаштани) су насеље у Северној Македонији, у средишњем делу државе. Кривогаштани је седиште и највеће насеље истоимене општине Кривогаштани.

## Географија
Насеље Кривогаштани је смештено у средишњем делу Северне Македоније. Од најближег већег града, Прилепа, насеље је удаљено 20 km западно. Кроз насеље води пут од Прилепа ка Крушеву.
Кривогаштани се налазе у западном делу Пелагоније, највеће висоравни Северне Македоније. Насељски атар је махом равничарски, без већих водотока, док се даље ка западу издижу прва брда планине Баба. Надморска висина насеља је приближно 610 метара.
Клима у насељу је континентална.

## Историја
Кривогаштани се помињу као село у средњем веку: 1335, 1336. и 1345. године . У даровним повељама (3) које је дао српски краљ - цар Душан - манастиру Трескавцу, "стас" у Кривогаштанима је манастирски посед, чији приходе узимају монаси.
Код Кривогаштана се среће "бакарно гумно", древни топоним у пустоши.
У селу се у 19. веку налазио турски хан, крај самог друма. Био је то типични хан, "једна бедна чатрља од слепљена блата и брвана". То свратиште кириџија и путника имало је трем на дирецима, а од просторија било је огњиште (у којем се на ватри стално кувала кафа) и велика централно постављена коњушница за коње и људе. Са стране је био придодат део за стан ханџије и смештај имућнијих "бољих" гостију. Сву комоцију за смештај путника - гостију чинио је миндерлук са асурама, а једину част представљала је кафа, као и добра вода.
Место је пострадало током ослободилачких ратова. У Кривогаштанима, месту код Прилепа је 1931. од стране самих сељана подигнут, и о Спасовдану освећен, велики споменик палим борцима ослободилачких ратова 1912-1918. године.
Кривогаштани су крајем 19. века добили српску основну школу. Први познати учитељ био је Цветко Петровић, родом из Поцерја 1870. године, који се у месту бавио око 1900. године. Петровић је узео туђу крштеницу, покојног Атанасија Средојевића из Македоније, не знајући довољно о личности, чији је преузео идентитет. Атанасије је извршио арентат - динамитом срушио кућу Мустафа-паше у Битољу, и пред турском потером избегао у Србију. Представљајући се као Средојевић, нашао је Цветко место учитеља у Поречу 1895. године. Турци су га 1902. године коначно ухапсили као (Средојевића!) учитеља у Кривогаштанима, али се доцније после много страдања избавио из тамнице, тек кад је доказао прави идентитет. Цветко је био велики национални радник, који је не само подстицао отварање српских школа у Старој Србији и Македонији, већ и ширио писменост међу старијим мештанима. Између два рата стално се мењао - премештао учитељски кадар, и из тог периода познати су следећи учитељи у истој: Божидар Павловић и Милунка Јовановић (до 1921), Матеја Димитријевић (1922-1923), Алекса Прокић (1930), Роксанда Роловић (1930),Трајко Влајковић (1930), Милунка Пауновић (1931), супружници Даница и Вукосав Шошкић (1932), Радован Абрамовић (1934), Ана (Фукс) Благојевић (1933-1934), Нада Костић (1935), Донча Цветановић (1936-1939), Александар Лазаревић (1934-1939), Косовка Вукмировић (1930-1940), Десанка Дамевић (1940) и други.
На општинским изборима одржаним 1927. године у месту је победила листа бившег четничког војводе Василија Трбића, са кандидатом Петром Богојевићем земљорадником.
Српско пољопривредно друштво је 1923. године послало свом члану Цветку Пашићу из Кривогаштана, једну "жетелицу", коју је наручио. Прилепска долина је била плодна и погодна за узгој жита.

## Становништво
По попису становништва из 2002. године, Кривогаштани су имали 1.870 становника.
Претежно становништво у етнички Македонци (99%), а остало су махом Роми.
Већинска вероисповест у насељу је православље.